# Battaglia di Aylesbury
La battaglia di Aylesbury fu uno scontro che si svolse il 1º novembre 1642 presso Holman's Bridge, non lontano da Aylesbury, in Inghilterra. Essa fu parte della prima guerra civile inglese, contrapponendo Realisti e Parlamentaristi.

## Antefatto
Il principe Ruperto del Palatinato, comandante dell'esercito di re Carlo I d'Inghilterra, aveva preso possesso di Aylesbury per conto della causa dei realisti con l'ausilio di diverse migliaia tra fanti e cavalieri, e successivamente aveva ricevuto la notizia dell'arrivo di una brigata di truppe parlamentariste provenienti da Stony Stratford.

## La battaglia
Il principe Ruperto marciò fuori dalla città col grosso delle sue forze per confrontarsi col nemico in un sito posto ad alcune miglia a nord. Le truppe parlamentariste si attestavano sui 1 500 uomini al comando del generale sir William Balfour. Il principe Ruperto, supportato da sir Lewis Dyve in riserva, caricò coi suoi uomini il nemico, ma le armate realiste vennero respinte oltre il ruscello locale e costrette a trovare rifugio presso il villaggio di Thame. Circa 500 uomini delle truppe realiste morirono nello scontro, contro 90 circa fra i parlamentaristi.

## La memoria
Nel 1818, vennero scoperti i resti dei caduti nello scontro di Aylesbury presso Holman's Bridge. Dal modo in cui erano disposti, vennero riconosciute anche tombe di ufficiali. Queste vennero successivamente ri-sepolte in una tomba comune presso la chiesa di Santa Maria di Hardwick.

### Controversia
Poco si sa dello scontro in sé e addirittura si è speculato che i corpi ritrovati nel 1818 potessero addirittura essere di epoca sassone. L'unico resoconto della battaglia è costituito ancora oggi da un pamphlet pubblicato dai roundheads dal titolo "Good and ioyfull nevves ovt of Bvckinghamshire", che ovviamente si pone come un resoconto di parte. Dalle evidenze archeologiche ritrovate, lo storico Zeepvat ha concluso che la battaglia fu perlopiù una schermaglia piuttosto che un combattimento in piena regola come si è pensato sino all'epoca contemporanea. A riprova di questo fatto, il diario di guerra del principe Ruperto lo indica ad Abingdon il giorno dello scontro.